# Pfandschloss

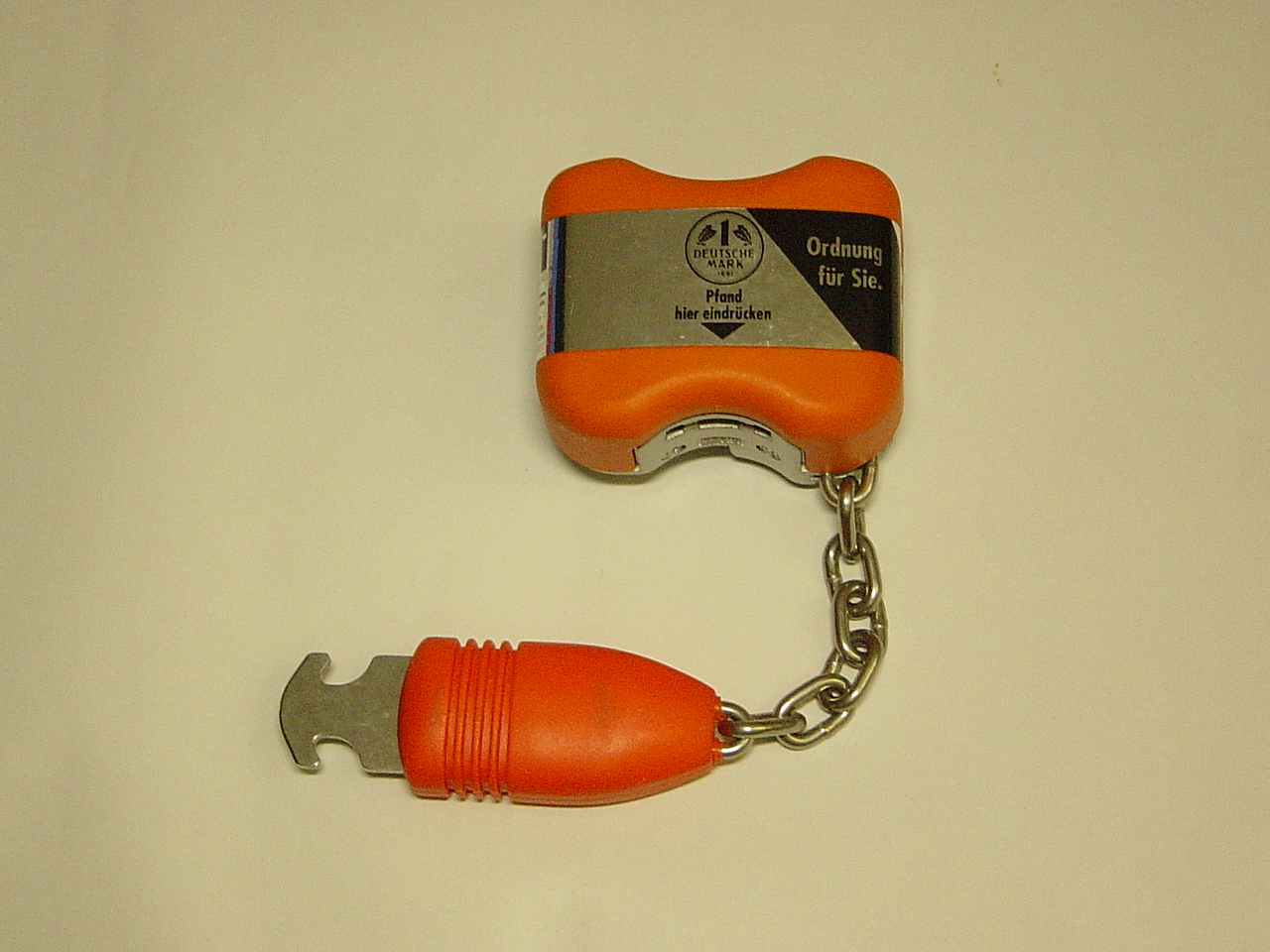
Pfandschloss vor 2002

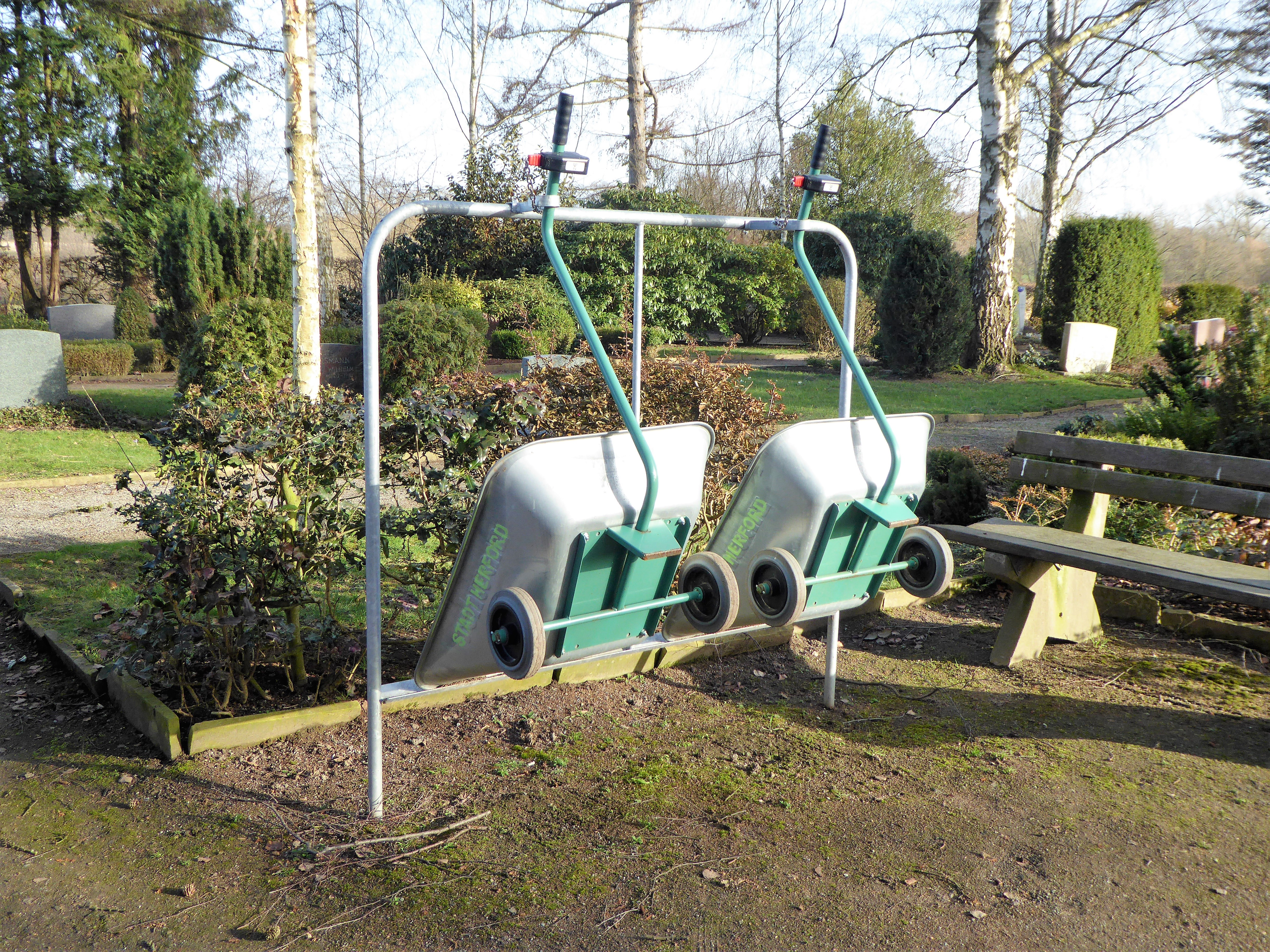
Schubkarre mit Pfandschloss

Pfandschlösser befinden sich vorwiegend an Einkaufswagen und wurden Ende der 1970er Anfang der 1980er Jahre eingeführt. Ebenso finden sich Pfandschlösser in Spindschränken öffentlicher Sporteinrichtungen wie Schwimmbädern oder Saunen. 

## Technische Entwicklung
Die ersten Pfandschlösser waren klobige Kästen, bei denen eine Münze in einen Schieber gesteckt und anschließend dieser Schieber verschoben werden musste, um den Einkaufswagen nutzen zu können.   
Die nächste Generation von Pfandschlössern brachte einen entscheidenden, verbesserten Bedienungskomfort, da nun durch direktes Einschieben der Münze in das Pfandschloss eine bequeme Einhandbedienung möglich wurde.   
Aufbauend auf dem Prinzip der Einhandbedienung ist die aktuelle Entwicklung der Pfandschlösser von ansprechendem Design und der Integrierung des Pfandschlosses in den Einkaufswagen bestimmt. Daneben finden Pfandschlösser Verbreitung bei Leih-Schubkarren auf Friedhöfen.
Bei Pfandschlössern für Spinde geht die Entwicklung in Richtung unterschiedlicher Pfandsysteme, bspw. der Möglichkeit verschiedene Münzen zu nutzen, oder auch Chipkarten o. ä.
In Freizeitbädern haben sich mittlerweile (2021) pfandfreie Transpondersysteme mit RFID-Technik durchgesetzt.